# Buddy Holly

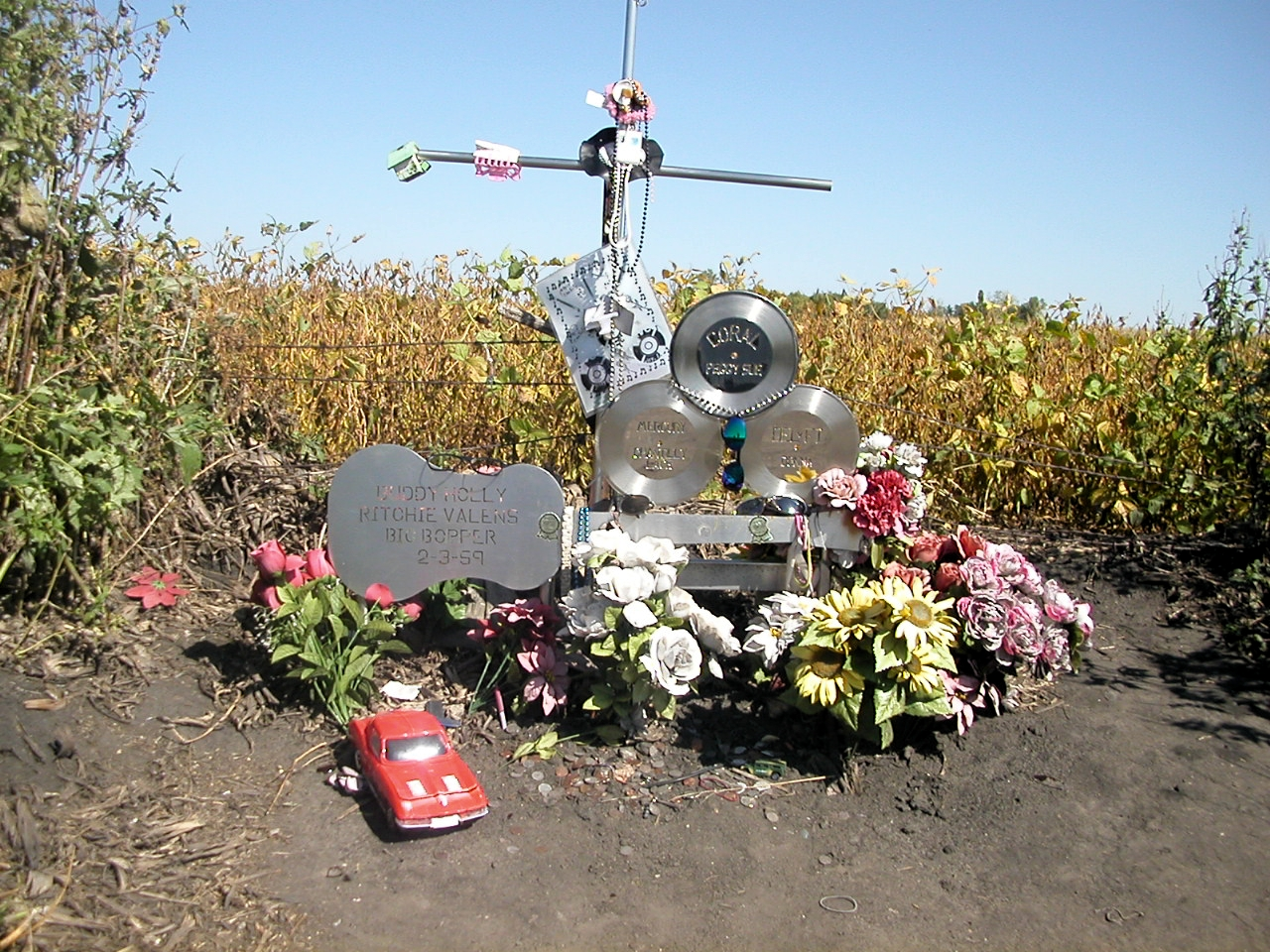
Pomnik w miejscu katastrofy

Buddy Holly, właśc. Charles Hardin Holley (ur. 7 września 1936 w Lubbock, zm. 3 lutego 1959 w Clear Lake) – amerykański piosenkarz, pionier rock and rolla, gitarzysta, kompozytor. Był jednym z muzycznych wzorców dla artystów, m.in.: Jimi Hendrix, The Beatles, The Beach Boys, Elvis Costello, The Rolling Stones czy Bob Dylan. Sam inspirował się  twórczością muzyków, m.in.: Lonniego Johnsona, Bo Diddleya czy Elvisa Presleya.

## Wczesne życie
Charles Hardin Holley urodził się w Lubbock w stanie Teksas jako syn Lawrence’a Odella Holleya (ur. 4 listopada 1901, zm. 8 lipca 1985) i Elli Pauline Drake (ur. 29 sierpnia 1902, zm. 20 maja 1990). W biografii autorstwa Phillipa Normana jest mowa jakoby matka Holleya była potomkinią angielskiego korsarza, Francisa Drake'a, który w latach 1577–1580 odbył wyprawę dookoła świata.
Od dzieciństwa Holly był nazywany przez swoją rodzinę „Buddy”. Był najmłodszym z trójki rodzeństwa. Dwaj starsi bracia, Larry i Travis nauczyli go grać na wielu instrumentach w tym na gitarze, banjo i na gitarze hawajskiej. W wieku 5 lat wygrał w konkursie talentów dla dzieci, śpiewając popularną w tamtym okresie piosenkę „Have You Ever Gone Sailing (Down the River of Memories)”. W 1949 zarejestrował swoje pierwsze nagranie „My Two Timin' Woman” Hanka Snowa, na rejestratorze pożyczonym przez znajomego, który pracował w sklepie muzycznym. Nagranie przetrwało do dziś.

## Kariera
W 1952 razem ze szkolnym kolegą, Bobem Montgomerym założył duet „Buddy and Bob”. Początkowo wykonywali piosenki w stylu bluegrass, występowali w lokalnych klubach i w konkursach talentów. Zachowały się 3 nagrania, które duet zrealizował w latach 1952–1953, covery „I'll just pretend”, „Take these shackles from my heart” i „Footprints In the Snow” (Montgomery – wokal prowadzący/gitara, Holley – śpiew/gitara/mandolina). 10 listopada 1953 Buddy uczestniczył w nagraniu dwóch utworów Jacka Neala (ur. 1930), „I saw the moon cry last night” i „I heard the Lord calling for me” (Neal – śpiew, gitara akustyczna, Holley – gitara prowadząca) w lokalnym studiu nagraniowym, były to pierwsze nagrania z udziałem Holleya zrealizowane w profesjonalnym studio.
W 1954 do współpracy z Holleyem i Montgomerym dołączyło kilkoro muzyków: Jerry Allison (perkusja), Larry Welborn (bas), Sonny Curtis (skrzypce) i Don Guess (gitara, bas). Wtedy też zaczęli tworzyć pierwsze autorskie utwory, które pisali początkowo Bob Montgomery (odszedł pod koniec 1955) i Sonny Curtis. W 1955 dołączyli Ben Hall (śpiew, pisanie utworów), Weldon Myrick (gitara), Dena Hall (bas), Grady Martin (gitara rytmiczna), Doug Kirkham (perkusja). Skład zmieniał się wielokrotnie aż do 1957 kiedy ostatecznie uformował się zespół The Crickets w składzie:

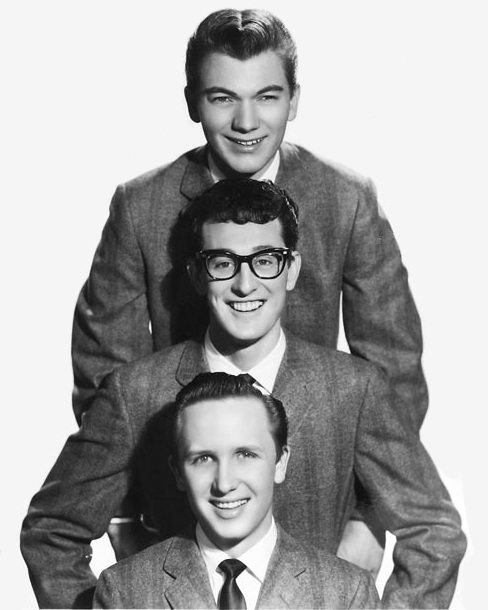
Muzycy The Crickets, od góry: Jerry Allison, Buddy Holly i Joe B. Mauldin

- Buddy Holly – śpiew, gitara
- Jerry Allison – perkusja
- Joe Mauldin – kontrabas
- Niki Sullivan – gitara

## Ostatnie dni i śmierć
We wrześniu 1958 Holly zrealizował ostatnie nagrania z The Crickets, po czym odszedł z zespołu. Wcześniej podjął współpracę m.in. z muzykiem country, rozpoczynającym wówczas karierę, Waylonem Jenningsem. 21 października nagrał razem z orkiestrą Dicka Jacobsa kilka utworów m.in. „It Doesn't Matter Anymore”, czy „Raining In My Heart”. Przez dłuższy czas uważano te nagrania za ostatnie w karierze Holly’ego, jednak w latach 60. odkryto kilka nowych utworów, a także coverów artystów takich jak Little Richard, czy Mickey & Sylvia. Holly nagrał je przy akompaniamencie gitary akustycznej Gibson na magnetofonie w swoim mieszkaniu w Nowym Jorku, w okresie od grudnia 1958 do stycznia 1959.
W nocy z 2 na 3 lutego 1959 zginął w wypadku lotniczym, w którym śmierć ponieśli także: 17-letni Ritchie Valens, 28-letni Jiles Perry Richardson i pilot, 21-letni Roger Peterson. Ten dzień przeszedł do historii pod nazwą  The Day the Music Died za sprawą utworu Dona McLeana „American Pie”.
Mimo śmierci w wieku zaledwie 22 lat, wywarł trwały wpływ na muzykę rockową i stał się jej jedną z największych legend. Buddy Holly był niezwykle płodnym artystą, w okresie swej krótkiej działalności nagrał wystarczająco dużo utworów by wypełnić wiele albumów. Wielkość artysty nie polegała jednak na produktywności, lecz na wizjonerstwie. Holly był jednym z pierwszych, którzy dostrzegli artystyczny potencjał tkwiący w rock and rollu. Był pierwszym wielkim rockowym eksperymentatorem. Jako pierwszy zaczął stosować dwuścieżkowy magnetofon i miksowanie po nagraniach. Eksperymentował z instrumentarium, brzmieniem i nastrojem. Pod tym względem wyprzedził epokę na całe dziesięciolecie, stając się prototypem progresywnego rockmana.
W 1986 Buddy Holly został wprowadzony do Rock and Roll Hall of Fame.
W 2003 album The „Chirping” Crickets został sklasyfikowany na 421. miejscu listy 500 albumów wszech czasów magazynu „Rolling Stone”.
W 2004 utwór Holly’ego i The Crickets „That’ll Be the Day” został sklasyfikowany na 39. miejscu listy 500 utworów wszech czasów magazynu „Rolling Stone”.

## Dyskografia

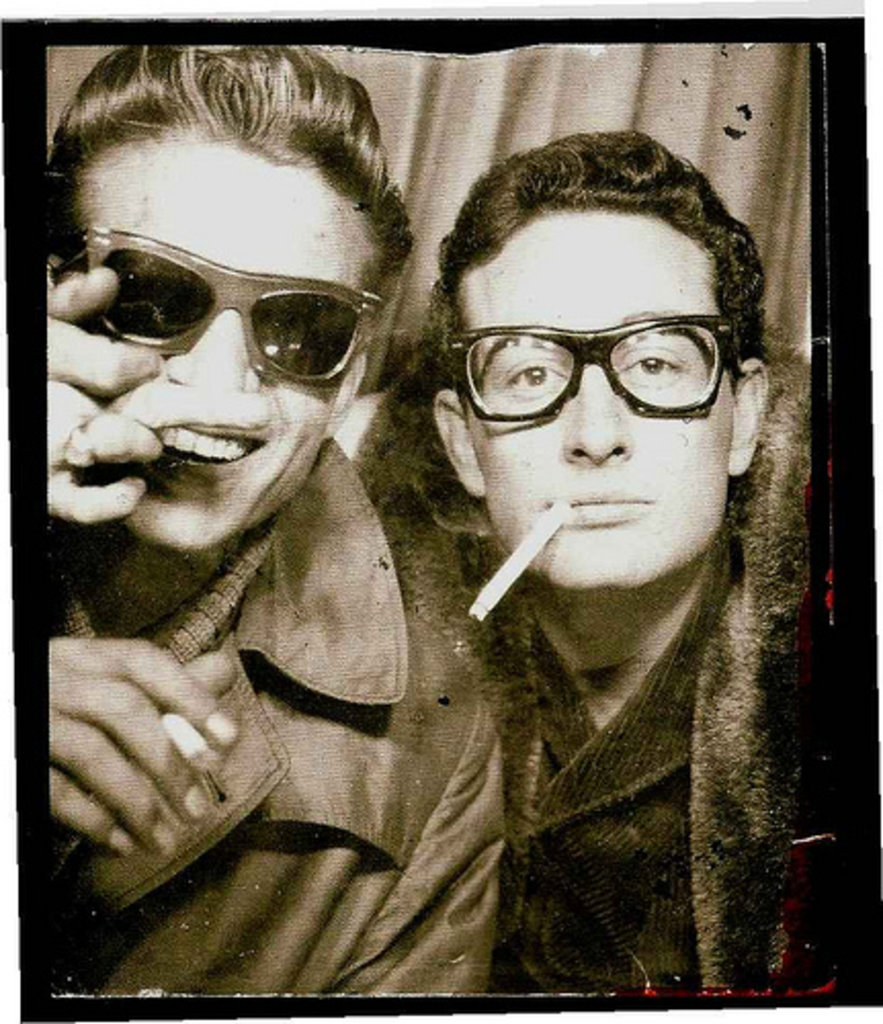
Waylon Jennings i Buddy Holly 23 stycznia 1959 tuż przed rozpoczęciem trasy Winter Dance Party, podczas której doszło do katastrofy

### Albumy studyjne
- The „Chirping” Crickets (1957)
- Buddy Holly (1958)
- That'll Be the Day (1958)

### Kompilacje
- Reminiscing (1963)
- Showcase (1964)
- Holly in the Hills (1965)
- Brown-Eyed Handsome Man (1968)
- He's the One (1968)
- Wishing (1968)
- Buddy Holly Recorded Live, Vol. 1 (1977)
- Buddy Holly in Person, Vol. 2 (1977)
- Western & Bop (1978)
- For the First Time Anywhere (1983])
- The Stereo Album (1986)
- Something Special from Buddy Holly (1986)
- Buddy Holly (Bella Musica) (1990)
- The Original Voices of the Crickets (1996)